# 1562 год в литературе

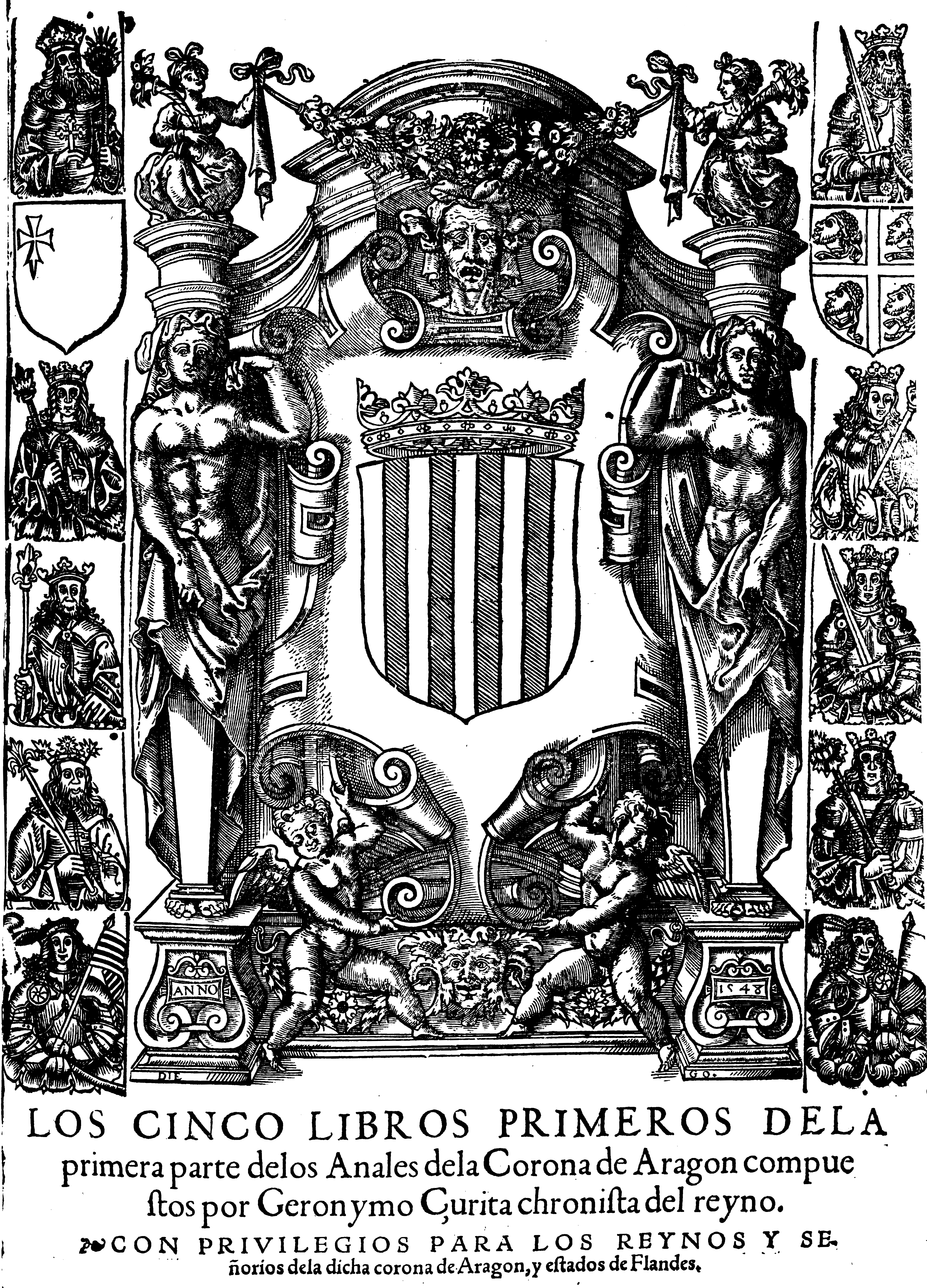
«История Арагона» («Anales de la corona de Aragon») Херонимо Сурита-и-Кастро, 1562

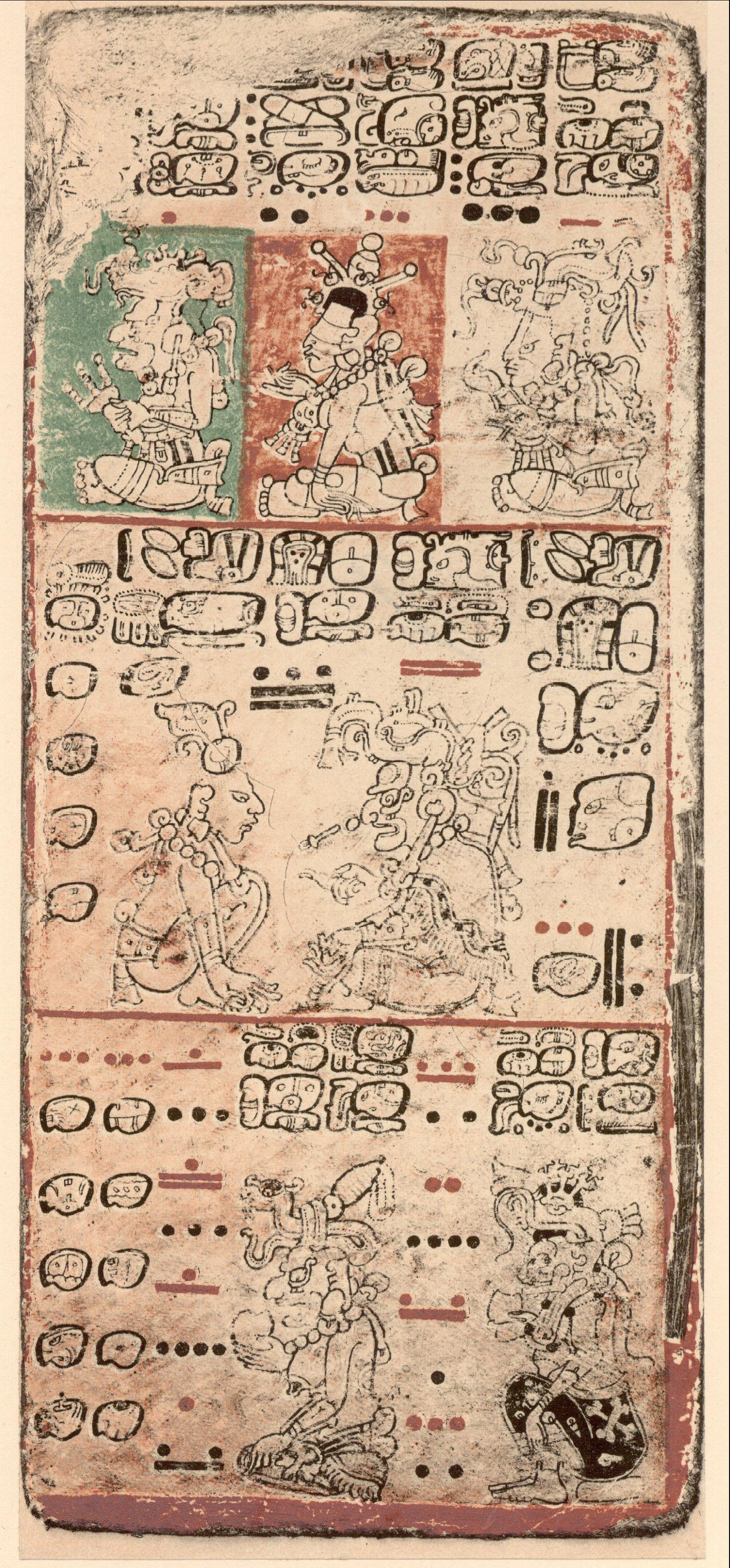
Дрезденский кодекс- рукописная книга майя

## События
- 12 июля — епископ Юкатана Диего де Ланда совершил знаменитое аутодафе, где были уничтожены многочисленные памятники культуры и литературы майя.

## Книги
- Напечатаны V и VI тома «Магдебургских центурий».
- «История Арагона» («Anales de la corona de Aragon») Херонимо Сурита-и-Кастро
- Издана французская грамматика (Grammaire française) Пьера де ла Раме.
- Трактат Жана де ла Тая «Искусство трагедии».
- Сборник стихотворений Пьера де Ронсара «Рассуждения».
- Книга К. ван Райселле «Зерцало любви».
- Сочинение Джакомбо да Виньолы «Правило пяти ордеров архитектуры».
- Торквато Тассо публикует рыцарскую поэму «Ринальдо» (в 12 песнях).

## Родились
- 20 января — Оттавио Ринуччини, итальянский поэт, либреттист (ум. 1621).
- 2 марта — Кшиштоф Николай Дорогостайский, польский поэт и писатель (ум. 1615).
- 21 апреля — Валериус Гербергер, немецкий поэт и богослов (ум. 1627).
- 25 августа — Бартоломе Леонардо де Архенсола, испанский писатель и поэт золотого века испанской литературы (ум. 1631).
- 25 ноября — Ло́пе де Ве́га, испанский драматург, поэт и прозаик. Автор более чем 2000 пьес, из которых 425 дошли до наших дней (ум. 1635).

## Без точной даты
- Изабелла Андреини, итальянская актриса, драматург, поэтесса (ум. 1604).
- Фрэнсис Годвин, английский священник и писатель (ум. 1633).
- Сэмюел Дэниел, английский поэт (ум. 1619).
- Чидик Тичборн, английский поэт (ум. 1586).
- Порфирио Феличиано, итальянский поэт.

## Скончались
- 23 июля — Гёц фон Берлихинген, немецкий рыцарь и мемуарист, увековеченный Гёте «Гёц фон Берлихинген» (род. ок. 1480).
- 12 ноября — Пётр Мартир Вермильи, автор, оставивший множество проповедей, лекций и комментариев к библейским книгам.

## Без точной даты
- Бартоломео Кавальканти, итальянский писатель (родился в 1503).
- Рупамати, индийская поэтесса.